# اسیر (فیلم ۲۰۰۰)
زندانی (انگلیسی: La Captive) فیلمی در ژانر درام به کارگردانی شانتال آکرمن است که در سال ۲۰۰۰ منتشر شد. این فیلم بر پایهٔ داستان «اسیر» در رمان در جستجوی زمان از دست رفته اثر مارسل پروست تهیه شده است.

## بازیگران
- آنا موگلالیس
- اورور کلمان
- برنیس بژو
- فرانسیس برتین
- لیلیان روور
- استانیسلاس مرار
- سیلوی تستود